# 藤原康晴
藤原 康晴（ふじわら やすはる、1939年1月 - ）は、日本の工学者。服飾学・生活科学・高分子化学が専門。日本繊維機械学会理事。
徳島県出身。神戸大学工学部工業化学科卒業。京都大学大学院修了。

## 経歴
1962年に神戸大学工学部工業化学科を卒業。武庫川女子大学教授、鳴門教育大学副学長、放送大学教授および千葉学習センター長を歴任。1993年に繊維機械学会より技術賞、1997年に同学会より学術奨励賞をそれぞれ受賞している。同年より日本繊維機械学会理事に就任。

## 受賞
- 繊維機械学会賞技術賞(1993年)
- 繊維機械学会学術奨励賞(1997年)

## 所属学会
- 日本繊維機械学会
- 日本家政学会
- 日本家庭科教育学会
- 繊維学会
- 繊維製品消費科学会
- International Textile and Apparel Association
- ファッション環境学会

## 著書
- 『被服心理学』(1988年、日本繊維機械学会)
- 『人間生活ハンドブック』井上義朗共編(1993年、朝倉書店)
- 『ファッションと生活　現代衣生活論』酒井豊子共著(1996年、放送大学)
- 『服飾と心理』伊藤紀之,中川早苗共編著.放送大学,2005
- 『衣生活の科学』新訂.編著.放送大学,2006
- 『変動する社会と暮らし』新訂.中谷延二共編著.放送大学,2007
- 『生活健康研究』本間博文共編著.放送大学、2009.3.

## 翻訳
- M.J.ホーン, L.M.ガレル 『ファッションと個性 被服心理学序説』昭和堂,1983.